# Stănești, Argeș
Stănești este un sat în comuna Corbi din județul Argeș, Muntenia, România.